# Атлантика (учения, 1978)
«Атлантика-78» — кодовое название манёвров Военно-Морского Флота СССР с участием более 40 боевых кораблей Северного, Черноморского и Дважды Кранознамённого Балтийского флотов, начавшихся 17 июля 1978 года и развернувшихся в Северном и Норвежском морях и в Атлантике. Учения «Атлантика» явились одними из крупнейших военно-морских манёвров в конце 1970-х по оценке ежегодника USSR facts & figures.

## Итоги
По итогам манёвров Главком ВМФ С. Г. Горшков заявил, что отныне советский подводный флот ни в чём не уступает американскому. Это был ответ заявлению командования ВМС США, озвученному в январе того же года, о том что Соединённые Штаты имеют превосходство под водой.